# اوشی ابرمایر

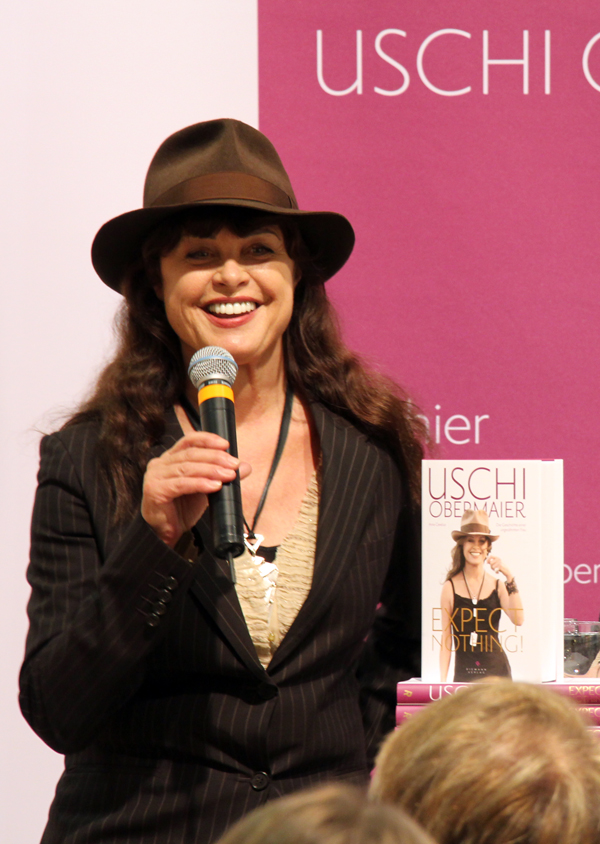
اشی ابر مایر، مدل آلمانی - ۲۰۱۳

اشی ابر مایر مدل آلمانی می‌باشد که با فعالین جنبش دانشجویی چپ ۱۹۶۸ در آلمان که برای بهبود شرایط معیشتی دانشجویان فعالیت می‌کرد، همکاری نمود. وی در ۲۴ سپتامبر ۱۹۴۶ در سندلینگ، در حومه مونیخ متولد شد. وی پس از آنکه به عنوان مدل توسط مجله توٍن Twen معرفی شد در سطح بین‌المللی شناخته شد. در برلین با گروه حرکت چپ شاخه برلین مرتبط شد. او بعدها با لانفان در کنسرتی آشنا گردید و همراه وی از مونیخ به برلین رفت. خیلی‌ها آنها را به عنوان نسخه آلمانی جان لنون می‌شناسند. بعدها او عاشق دیتر بوخان مالک ثروتمند کلابی در هامبورگ شد. آنها به مدت سه سال تمام با اتوبوس ویژه‌ای که توسط دیتر بازسازی شده بود به سیاحت آسیا پرداختند. همچنین به مدت یک سال نیز به سفر در ایالات متحده و مکزیک رفتند. سرانجام رابطه آنها با کشته شدن دیتر در تصادفی در شب سال نو در مکزیک پایان یافت. امروزه اشی دارای شهروندی امریکا می‌باشد و به عنوان طراح جواهرات در نزدیکی لس آنحلس کار می‌کند. فیلم ارتفاع هشت مایلی بر اساس خاطرات اشی تا مرگ دیتر ساخته شده‌است.